# Beta vulgaris

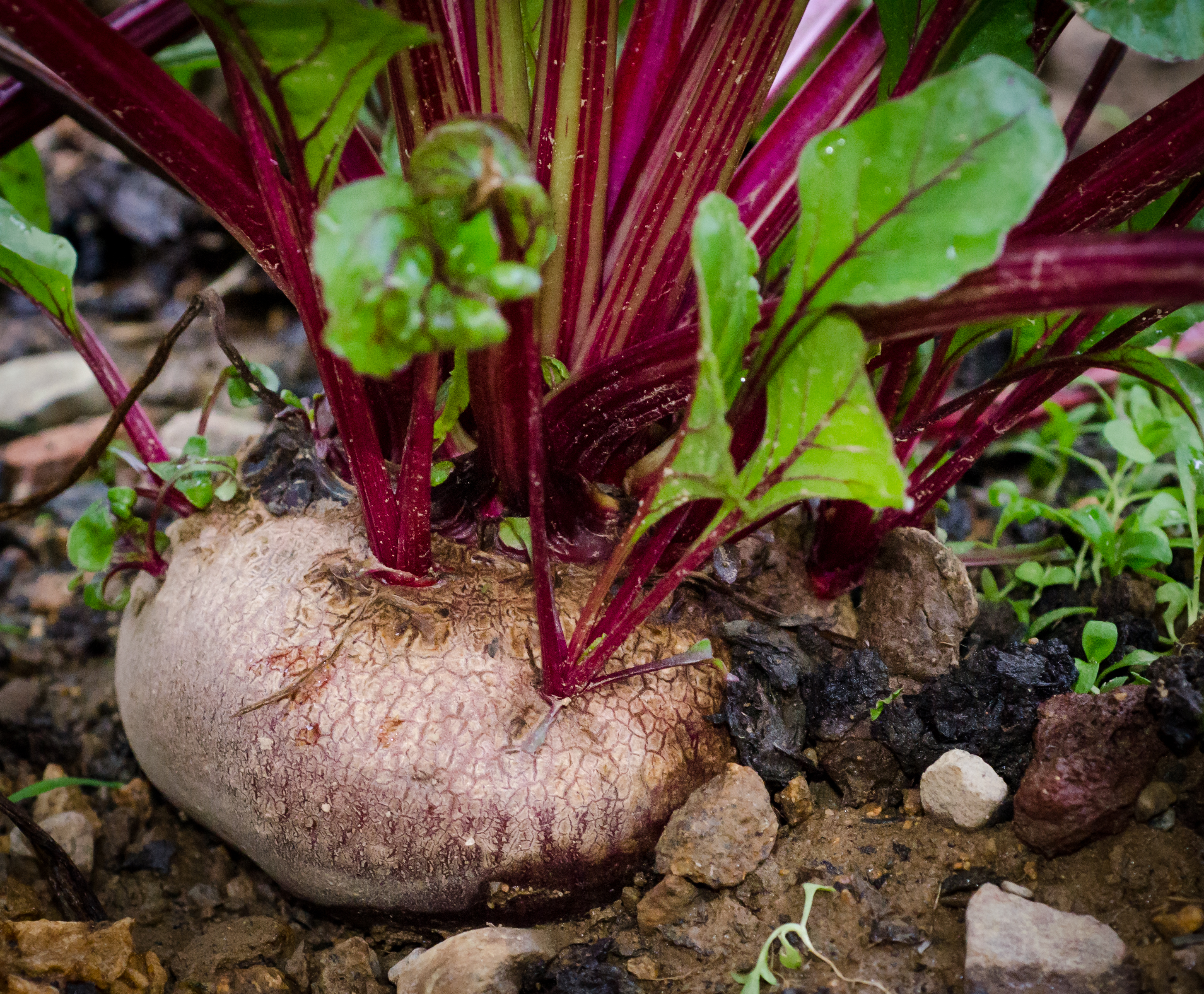
Betabel

Beta vulgaris es una especie herbácea perteneciente a la subfamilia Betoideae de la familia Amaranthaceae. Económicamente, es el cultivo más importante del gran orden de los Caryophyllales. Existen numerosas variedades cultivadas, algunas para su consumo como verdura, y otras como materia prima industrial. Entre las primeras están la  Beta vulgaris var. cicla (acelgas o bledas) y la Beta vulgaris subsp. vulgaris var. Gp Conditiva (remolachas de huerto o betabel) y entre las segundas, la Beta vulgaris subsp. vulgaris var. altissima (betarraga o remolacha azucarera), la de mayor importancia para producir sacarosa;  y la Beta vulgaris subsp. vulgaris var. crassa (beterava o remolacha forrajera), que es un cultivo de forraje. 
Por lo general se reconocen tres subespecies. Todos los cultivos pertenecen a la subespecie Beta vulgaris subsp. "vulgaris". El ancestro silvestre de la remolacha cultivada es la remolacha marina (Beta vulgaris subsp. maritima). En general, los nombres más comunes en castellano son acelga, remolacha,  betabel, betarraga y beterraga.

## Descripción

Nombres comunes en el castellano para la raíz comestible, según el país

Es una planta herbácea anual o bienal, glabra, de porte erecto y que alcanza hasta 2 m de alto. Es ramificada y frondosa, de color verde a morado-violáceo y tiene raíces delgadas o tuberosas ricas en azúcar. Las hojas, generalmente de hasta de 12 por 6 cm, son pecioladas; las basales en roseta y ovadas, cuneadas a subcordadas y las caulinares rómbico-oblongas a linear-lanceoladas. Las inflorescencias consisten en racimos de 1-4 flores hermafroditas, dispuestas en largas y delgadas espigas. El perianto, pentámero y acrescente, es herbáceo, de color verdoso, y mide unos 2-5 mm. El fruto es un pixidio dehiscente por un opérculo y con una única semilla.

### Nombre común
Acelga, acelga bravía, acelga colorada, acelga común, acelga cultivada, acelga marina, acelga negra, acelgas, acelgas castellanas, acelgas de campo, acelga silvestre, acelgas locas, berza, betabel, betarraga, beterrada, beterrata, celga, nabo colorado, raíz de la abundancia, raíz de la miseria, raíz de miseria, raíz de reina, remolacha, remolacha amarilla, remolacha azucarera y forrajera, remolacha blanca, remolacha colorá, remolacha encarnada, remolacha forrajera, remolacha roja, remolachas.

## Taxonomía

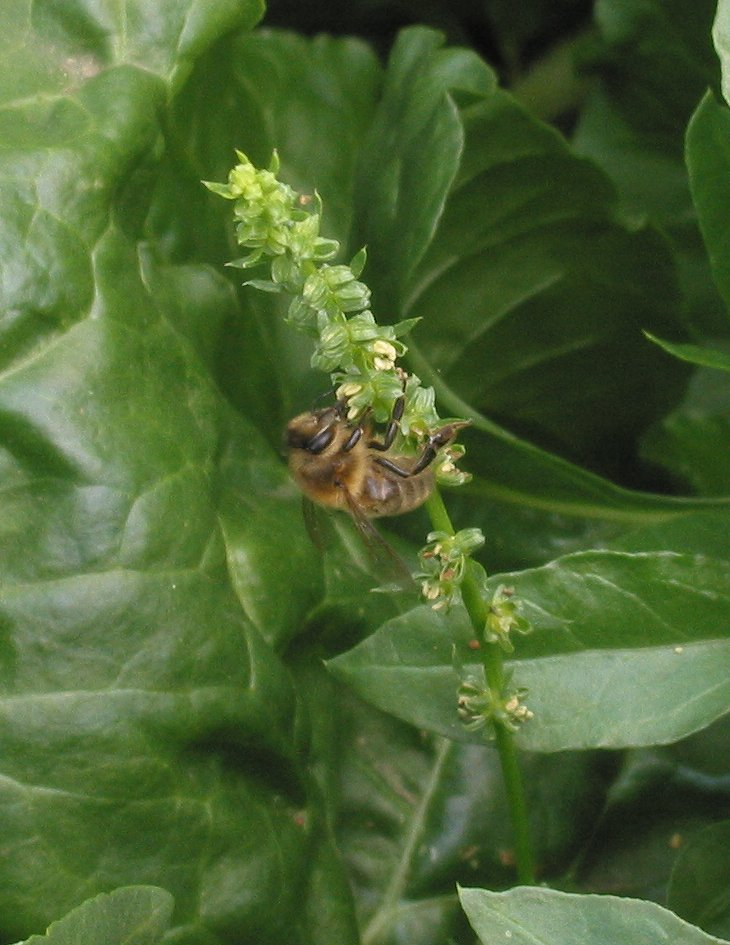
Inflorescencia

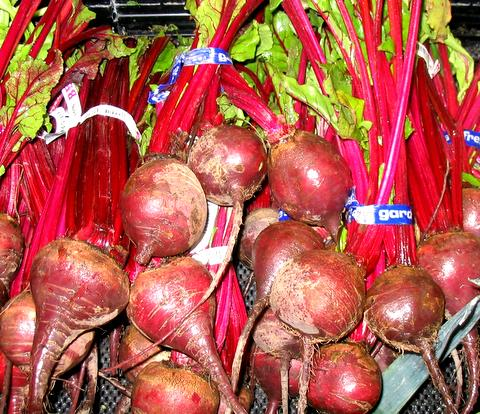
Remolachas frescas

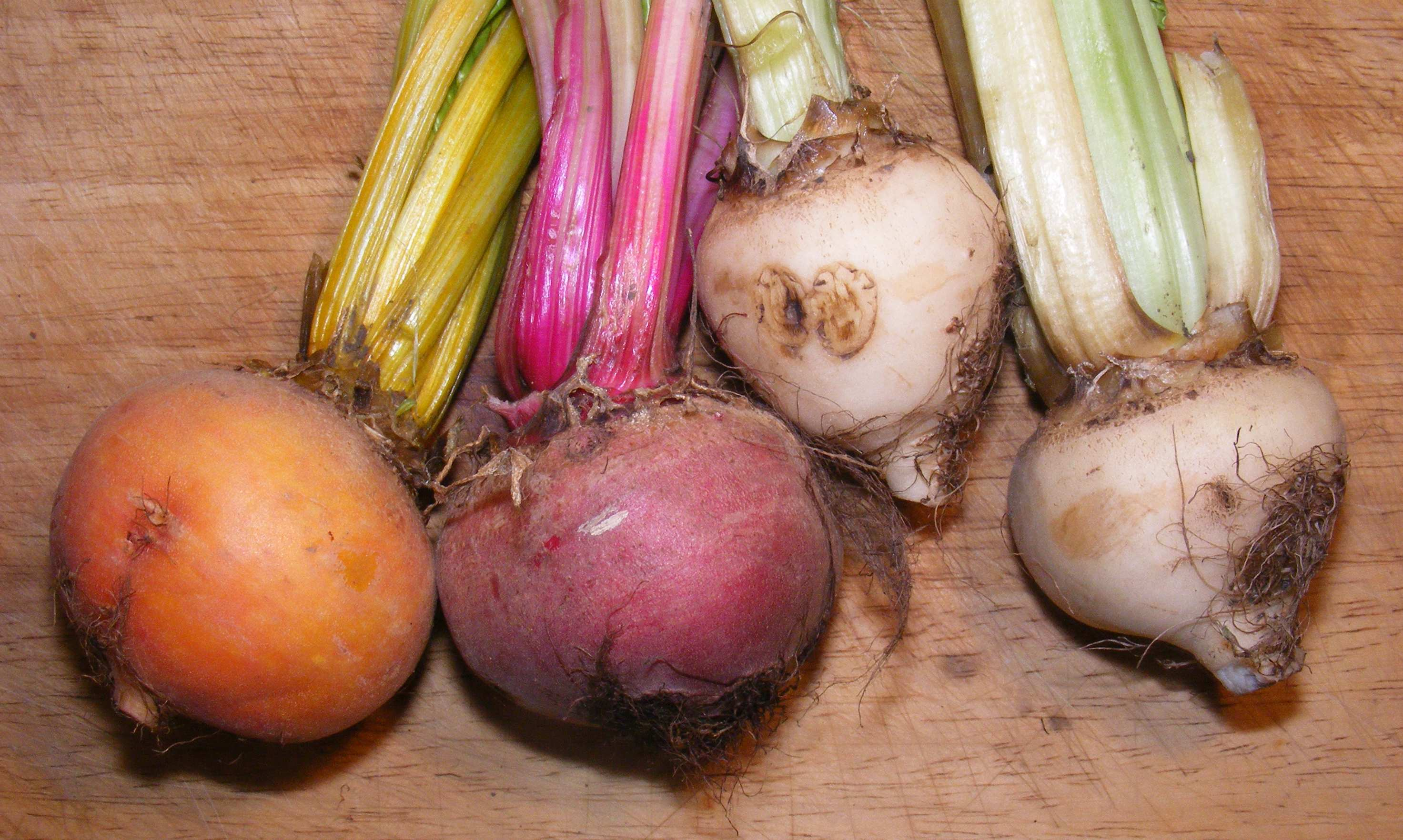
Selección de remolachas con diferentes tonos de color.

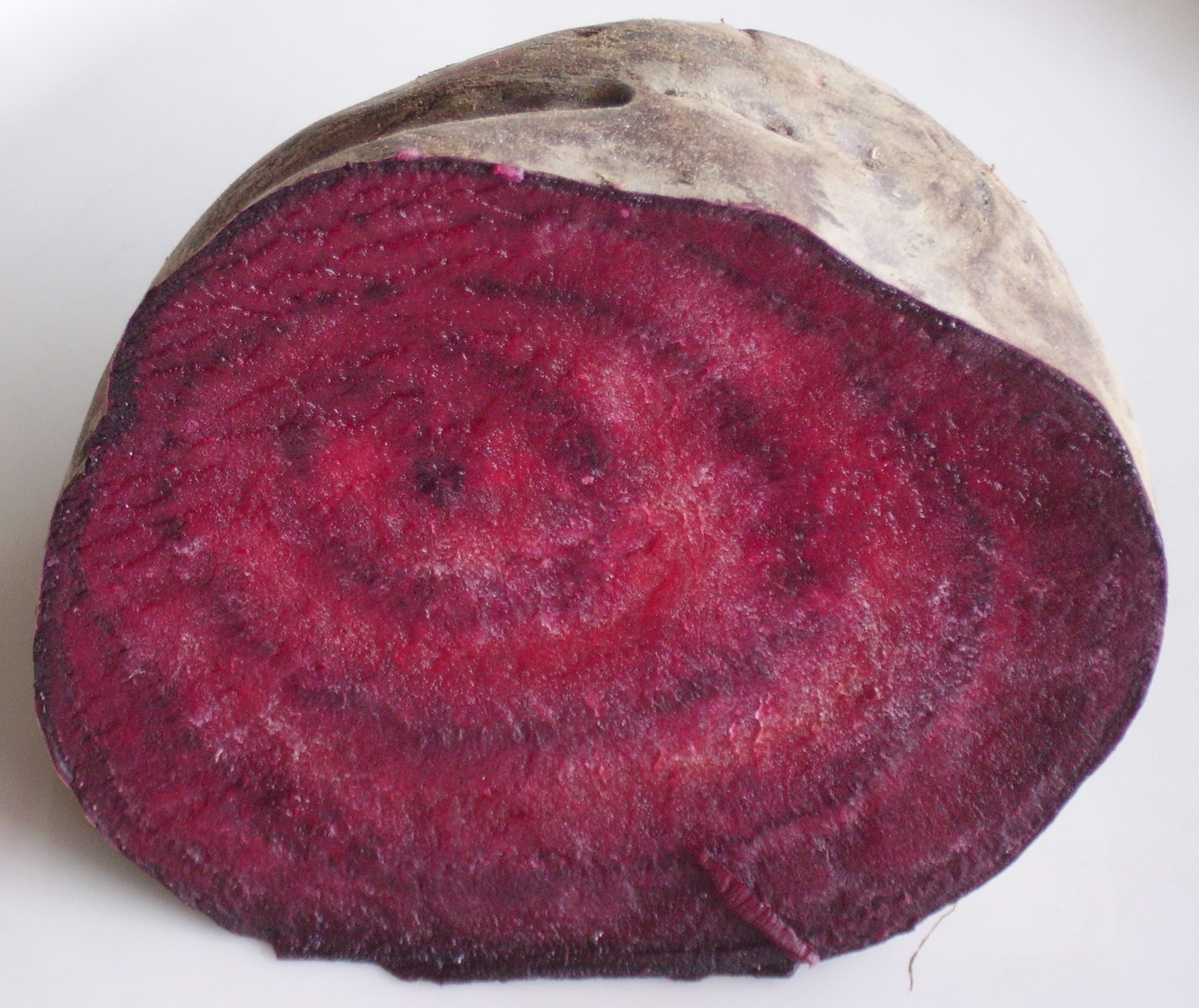
Remolacha cortada transversalmente por la mitad.

Beta vulgaris fue descrita por Carlos Linneo y publicada en Species Plantarum, vol. 1, p. 222, 1753.
Taxones infraespecíficos
Prácticamente todas los descritos son considerados meros sinónimos, excepto:
- Beta vulgaris var. trojana (Pamukç.) Ford-Lloyd & J.T Williams
- Beta vulgaris subsp. adanensis (Pamukç.) Ford-Lloyd & J.T. Williams

Sinonimia
- Beta alba DC.
- Beta altissima Steud.
- Beta atriplicifolia Rouy
- Beta bengalensis Roxb.
- Beta brasiliensis Voss
- Beta carnulosa Gren.
- Beta cicla (L.) L.
- Beta cicla (L.) Pers.
- Beta cicla var. argentea Krassochkin & Burenin
- Beta cicla var. viridis Krassochkin & Burenin
- Beta crispa Tratt.
- Beta decumbens Moench
- Beta esculenta Salisb.
- Beta foliosa Ehrenb. ex Steud.
- Beta hortensis Mill.
- Beta hybrida Andrz.
- Beta incarnata Steud.
- Beta lutea Steud.
- Beta marina Crantz
- Beta maritima L.
- Beta maritima var. atriplicifolia Krassochkin
- Beta maritima subsp. atriplicifolia (Rouy) Burenin
- Beta maritima subsp. danica Krassochkin
- Beta maritima var. erecta Krassochkin
- Beta maritima var. glabra Delile
- Beta maritima subsp. marcosii (O.Bolòs & Vigo) Juan & M.B.Crespo
- Beta maritima subsp. orientalis (Roth) Burenin
- Beta maritima var. pilosa Delile
- Beta maritima var. prostrata Krassochkin
- Beta noeana Bunge ex Boiss.
- Beta orientalis Roth
- Beta orientalis L.
- Beta purpurea Steud.
- Beta rapa Dumort.
- Beta rapacea Hegetschw.
- Beta rosea Steud.
- Beta sativa Bernh.
- Beta stricta K.Koch
- Beta sulcata Gasp.
- Beta triflora Salisb.[5]

## Variedades

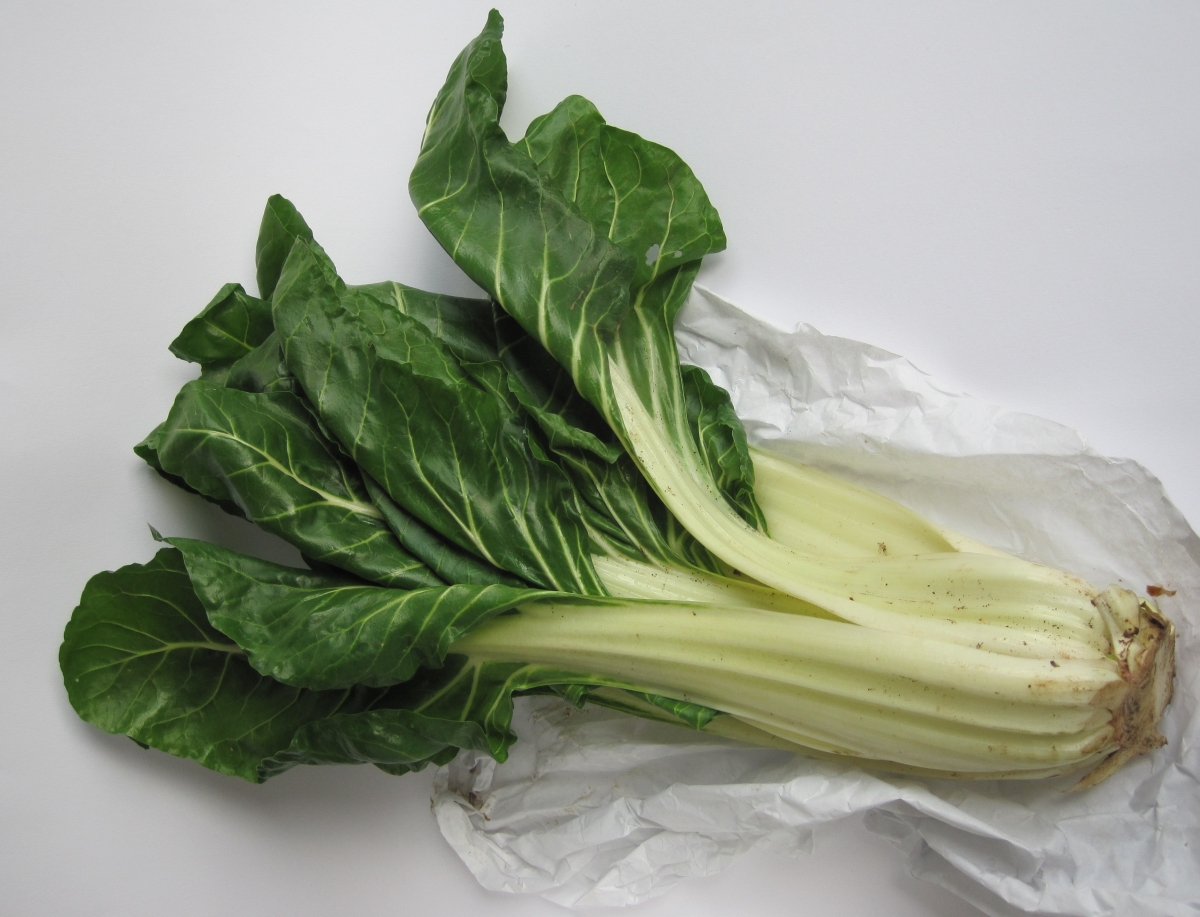
Manojo de acelgas

Hay tres subespecies de Beta vulgaris reconocidas. Todas las cultivadas pertenecen a la subespecie vulgaris pero su antepasado, la subespecie maritima, también llamada remolacha de mar, se encuentra sobre todo en zonas próximas al Mediterráneo, en la costa atlántica de Europa y la India. La tercera subespecie, llamada adanensis, se encuentra en Grecia y Siria.
La variedad de mesa es de raíces gruesas, carnosas y de color púrpura rojizo oscuro, que se consumen principalmente cocidas; el color se debe a dos pigmentos, la betacianina y la betaxantina, que resultan indigeribles, tiñen el bolo alimenticio, los excrementos y la orina de ese color. También manchan la piel y las telas. Sin embargo, por su atoxicidad se usa frecuentemente como colorante en productos alimentarios.
Como subproducto de la industria azucarera se encuentra la coseta de remolacha. Este residuo industrial es utilizado para la alimentación del ganado principalmente. Algunos de los posibles usos debido a su alto contenido de pectinas es su utilización para la producción de biocombustibles a través de un tratamiento enzimático y su posterior fermentación.

## Cultivo de la remolacha azucarera

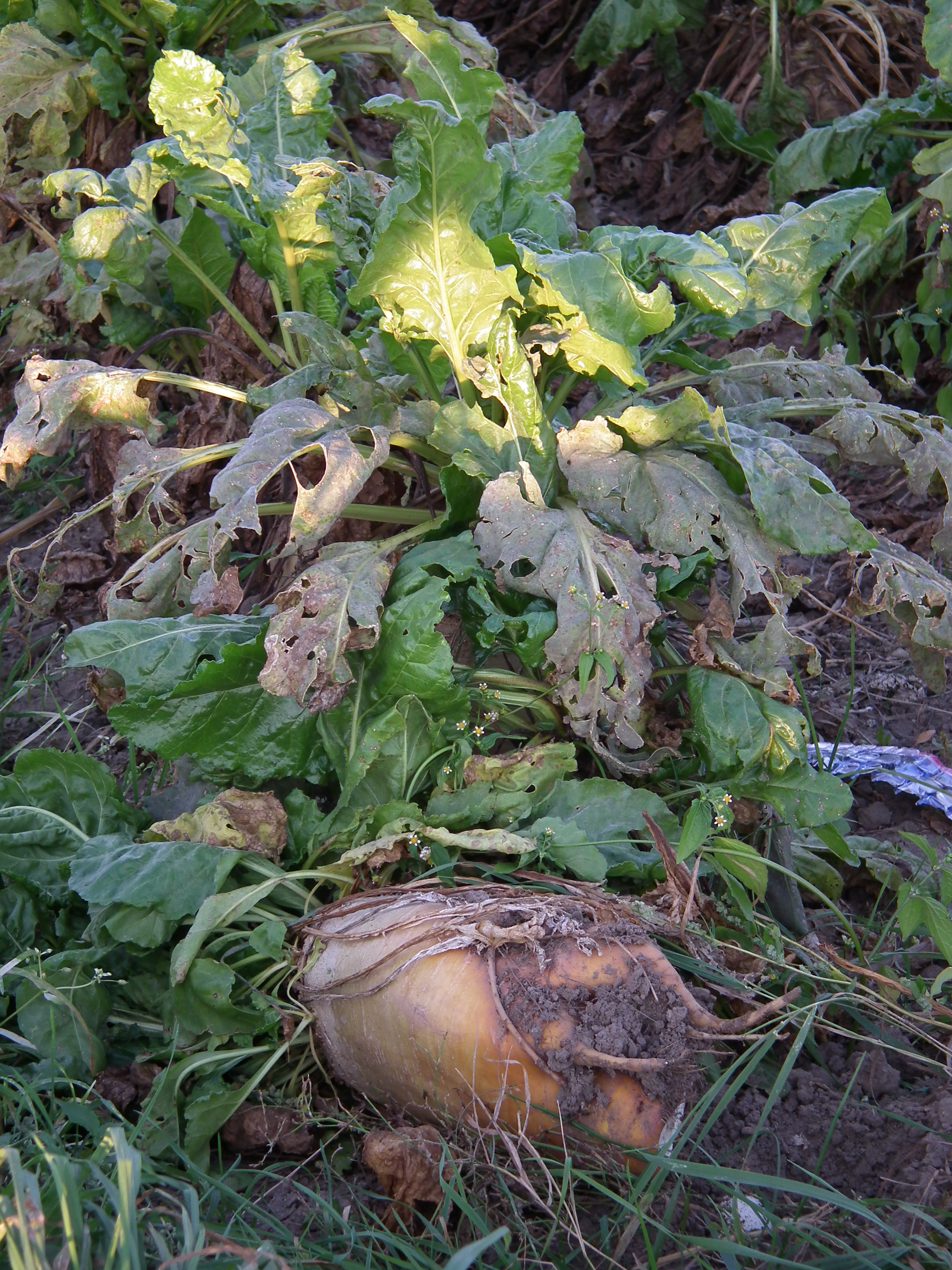
Remolacha azucarera

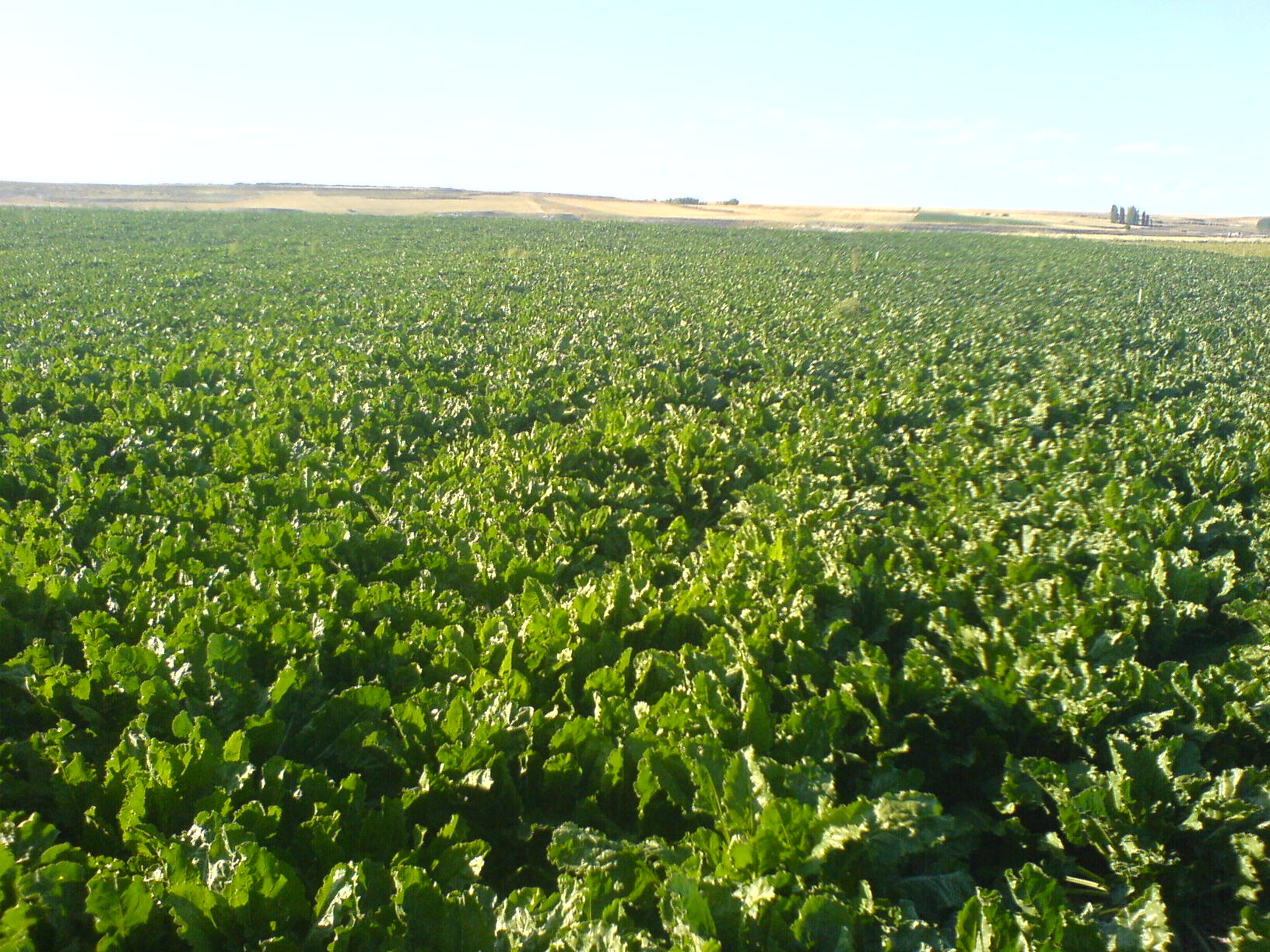
Cultivo de remolacha azucarera en Dehesa de Cuéllar, Segovia.

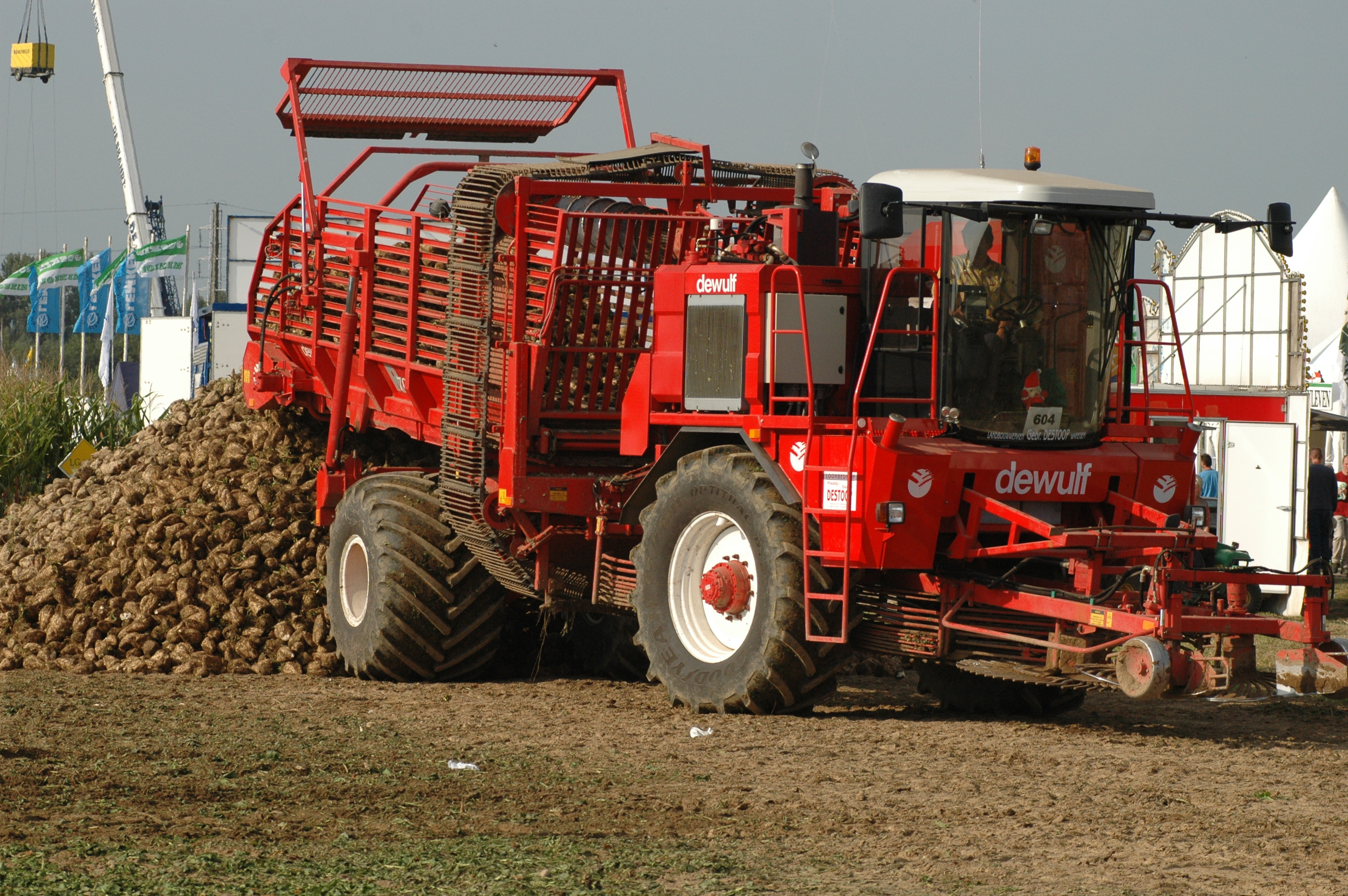
Cosecha de remolacha azucarera en Bélgica

La remolacha azucarera es una planta resistente, bienal, que puede ser cultivada comercialmente en una gran variedad de climas templados. Durante su primera estación de crecimiento, produce una gran raíz de almacenamiento (1-2 kg) cuya masa seca es de 15-20% en peso de sacarosa. Si la planta no se cosecha en este momento, a continuación, durante su segunda estación de crecimiento, los nutrientes de la raíz se utiliza para producir flores y semillas y la raíz se reducirá de tamaño. En la producción de remolacha comercial, la raíz se cosecha después de la primera estación de crecimiento.
En la mayoría de los climas templados, las remolachas se siembran en la primavera y se cosecha en otoño. En el extremo norte de su área de distribución, estaciones de crecimiento más corto, en 100 días puede producir comercialmente los cultivos de remolacha azucarera viable. En climas más cálidos, como en Imperial Valley, California, o en Andalucía (España), la remolacha es un cultivo de invierno, plantado en el otoño y se cosecha en la primavera. 
En los últimos años, Syngenta AG ha desarrollado la llamada remolacha azucarera tropical. Permite que la planta crezca en las regiones tropicales y subtropicales. Las remolachas se plantan de una pequeña semilla, 1 kg de semillas de remolacha cuenta con 100 000 semillas de plantas. La densidad de siembra es del orden de 100 000-120 000 plantas por hectárea, en líneas separadas unos 50 cm.
Hasta la segunda mitad del siglo XX, la producción de remolacha azucarera fue muy intensiva en trabajo. La semilla de remolacha es un glomérulo multigermen con lo que de cada semilla nacen varias plantitas y era preciso eliminar a mano las sobrantes para dejar solo una, en una labor que se llama aclareo. Los productores de variedades consiguieron semillas monogermen y gracias a ellas ese aclareo manual ya no es necesario.  El control de malezas se realizaba mediante una gran densidad de siembra de los cultivos, y luego tenía que ser acabado manualmente con una azada, dos o incluso tres veces durante el período vegetativo. 
La recolección también requiere de muchos trabajadores. Aunque las raíces podían arrancarse por un dispositivo formado por un arado que era movido por un grupo de caballos, el resto de las tareas  de recolección se realizaban a mano. El labrador tomaba la remolacha por sus hojas, sacudía la tierra y cortaba las hojas, luego cada parte iba a una fila, la raíz a un lado, las hojas verdes a otro. Un segundo trabajador equipado con un cuchillo de remolacha (una herramienta de mango corto parecida a una hoz),   cortaba la corona. Trabajando de esta manera, se obtenía una fila de remolacha que se transportaba en un carro.
Hoy en día, la siembra mecánica, la aplicación de herbicidas para el control de malezas y la cosecha mecanizada ha supuesto la no dependencia de numerosos trabajadores.
La recolección está ahora totalmente mecanizada. Un rotobatidor utiliza una serie de cuchillas para cortar la hoja y la corona (que es baja en azúcar) de la raíz. La cosechadora de remolacha levanta la raíz, y elimina el exceso de tierra en una sola pasada sobre el campo. Una cosechadora moderna suele ser capaz de cubrir seis filas, al mismo tiempo. Las remolachas se vierten en los camiones.
Si la remolacha se tiene que dejar almacenada  para entregarla al cabo de algún tiempo, se forman montones cubiertos con paja que protege la remolacha de la intemperie. Siempre que el montón esté bien construido y tenga una correcta ventilación, la remolacha no se deteriora de manera significativa. Las remolachas que se congelan y después se descongelan, producen hidratos de carbono complejos que causan graves problemas de producción en la fábrica. En el Reino Unido, las cargas pueden ser examinadas a mano a la puerta de la fábrica antes de ser aceptadas.
En los Estados Unidos, la cosecha de otoño comienza con la primera helada dura, que detiene la fotosíntesis y el consiguiente crecimiento de la raíz. Dependiendo de las condiciones climáticas locales, la cosecha puede ser llevada a cabo en el transcurso de unas pocas semanas o prolongarse a lo largo de los meses de invierno. 
La cosecha y el procesamiento de la remolacha se conoce como "la campaña”, lo que refleja la organización la obligación de entregar la cosecha a un ritmo constante a las fábricas de procesamiento que funcionan las 24 horas del día durante la duración de la cosecha y el procesamiento (para el Reino Unido la campaña tiene una duración de aproximadamente 5 meses). 
Sebewaing, Míchigan es conocido (por los estadounidenses) como la capital de la remolacha azucarera del mundo. [cita requerida] Ambos, la región y el estado, son los principales productores de remolacha azucarera. Sebewaing es la sede de una de las tres fábricas de Míchigan Sugar Company. La ciudad patrocina cada año un "Festival del Azúcar de Míchigan".
Debido a sus trabajos experimentales  con el cultivo de remolacha azucarera en los suelos alcalinos, Arthur Stayner es considerado como el padre y fundador del movimiento que hizo que la fabricación de azúcar en Utah fuera un éxito.

## Usos

### Uso en alimentación humana
El uso más común de este vegetal es como hortaliza, principalmente cocida, pero también tiene otras utilidades en la alimentación, tales como:
- Azúcar: que se extrae de algunas variedades, después de varios procesos. Las variedades  usadas en esta producción suelen ser triploides ya que son mucho más productivas.
- Colorante: a partir de la remolacha se extrae  el E162, rojo remolacha.

### Uso gastronómico
Las hojas de esta planta son uno de los ingredientes del preboggion, mezcla de hierbas típica de la cocina de Liguria. Se utiliza para preparar la sopa llamada Borsch en Europa central y oriental. En El Salvador, la remolacha es una parte esencial para hacer ensalada de papas, la cual consiste en papas cocidas cortadas en cubos, con perejil, remolacha y cebolla. A su vez, es utilizada para hacer encurtido: repollo, zanahoria, y cebolla rallada en vinagre. En Colombia es muy conocida la llamada ensalada roja, que consiste en remolacha y zanahoria cortadas en cubos pequeños.
Se emplean las raíces generalmente en ensaladas ya sea cocida o inclusive cruda rallándola junto con zanahoria.

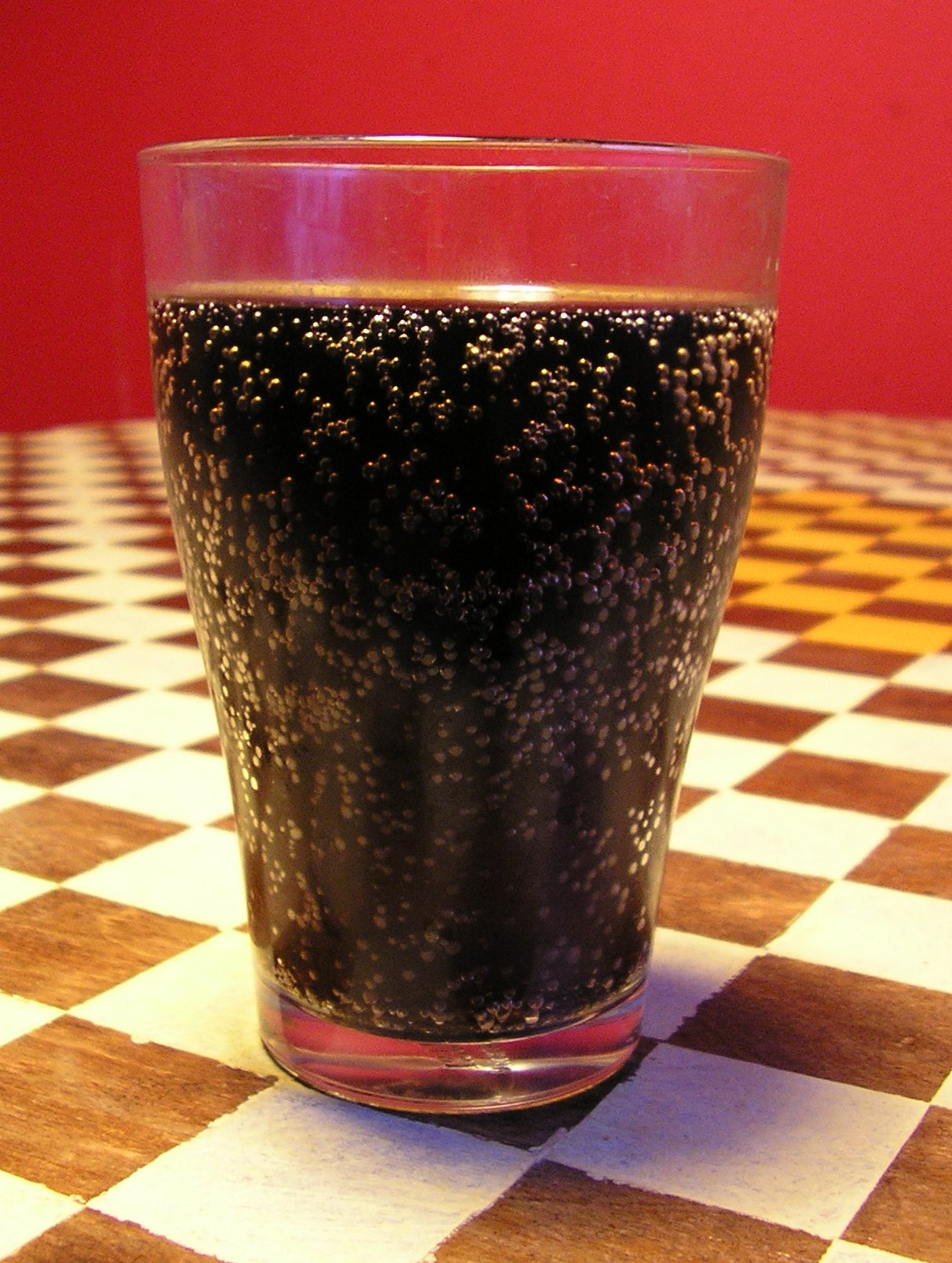
Un vaso de Kvas de pan de centeno tostado.

También se puede consumir en forma de zumo ya sea puro o mezclado con otros como el de naranja y zanahoria (lo que en Venezuela se conoce como batido tres en uno).
El betabel se utiliza para la preparación de una bebida Probiotica Kvas,  la cual  contiene probioticos beneficiando la flora intestinal. Esta bebida tiene tradición entre pueblos eslavos y balticos.

### Historia del desarrollo de la remolacha azucarera
La remolacha azucarera moderna se remonta a mediados del siglo XVIII en Silesia, donde el rey de Prusia subvencionó experimentos destinados a procesos para la extracción de azúcar. En 1747 Andreas Marggraf aisló el azúcar de las remolachas y lo encontró en concentraciones del 1.3-1.6%. También demostró que se podía extraer de la remolacha el mismo azúcar que el producido a partir de la caña de azúcar. Su alumno, Franz Karl Achard, evaluó 23 variedades de mangelwurzel (nombre alemán dado a plantas de Beta vulgaris) por su contenido en azúcar y seleccionó una variedad local de la localidad de Halberstadt en la actual Sajonia-Anhalt, Alemania. Moritz Baron von Koppy y su hijo seleccionaron además esta variedad para obtener tubérculos blancos y cónicos. La selección se denominó "Weiße Schlesische Zuckerrübe", es decir remolacha azucarera blanca de Silesia, y tenía un contenido de azúcar de aproximadamente el 6%. Esta selección es la progenitora de todas las remolachas azucareras modernas.
Un decreto real hizo que en 1801 se abriera la primera fábrica dedicada a la extracción de azúcar a partir de la remolacha en Kunern, Silesia (actualmente Konary, Polonia). La remolacha azucarera de Silesia se introdujo pronto en Francia, donde Napoleón abrió escuelas específicamente para el estudio de la planta. También ordenó que se dedicaran 28 000 hectáreas (69 189,4 acre) al cultivo de la nueva remolacha azucarera. Esto fue en respuesta a los bloqueos británicos del comercio de azúcar de caña durante las Guerras Napoleónicas, que estimularon el rápido crecimiento de una industria europea de remolacha azucarera. En 1840, alrededor del 5% del azúcar mundial procedía de la remolacha azucarera, y en 1880 esta cifra se había multiplicado por más de diez, hasta superar el 50%. La remolacha azucarera se introdujo en América del Norte después de 1830 y la primera producción comercial comenzó en 1879 en una finca de Alvarado, California. La remolacha azucarera también se introdujo en Chile a través de colonos alemanes alrededor de 1850.
Sigue siendo un cultivo comercial muy extendido para la producción de azúcar de mesa, en parte debido a las subvenciones escaladas para mantener su competitividad frente a la caña de azúcar tropical.

## Museo de la Remolacha Azucarera
El Museo de la Remolacha Azucarera (MUREA) es la única instalación museológica conocida en el mundo sobre este producto y se encuentra en Alfambra (Teruel, España).